# Sous-anneau
En mathématiques, un sous-anneau d'un anneau (unitaire) A est une partie de A stable pour les opérations de A et ayant une structure d'anneau avec le même neutre multiplicatif que A.

## Définition
Une partie B d'un anneau (A,+,*). est appelée un sous-anneau de A lorsque :
- B est un sous-groupe de A pour l'addition ;
- B est stable pour la multiplication ;
- Le neutre multiplicatif de A appartient à B.

Pour les restrictions des opérations de A, B est alors lui-même un anneau, avec le même neutre multiplicatif.

## Exemples
- L'anneau Z des entiers relatifs est un sous-anneau de l'anneau R des nombres réels ;
- Les polynômes sans monôme du premier degré forment un sous-anneau de l'anneau de polynômes R[X] ;
- Les fonctions continues de R vers R forment un sous-anneau de l'anneau de toutes les fonctions de R vers R.
- Pour n un entier naturel, l'ensemble T+n(C) des matrices triangulaires supérieures d'ordre n à coefficients complexes est un sous-anneau de l'anneau Mn(C) des matrices carrées d'ordre n à coefficients complexes.

En revanche :
- Dans l'anneau Z des entiers relatifs, l'ensemble 2Z des nombres pairs n'est pas un sous-anneau, bien qu'il vérifie les deux premières conditions de la définition, puisqu'il n'a pas de neutre multiplicatif.
- Dans la même veine mais plus subtilement, dans l'anneau M2(R) des matrices carrées d'ordre 2 à coefficients réels, le sous-ensemble S des matrices de la forme :

{\displaystyle {\begin{bmatrix}x&0\\0&0\end{bmatrix}}(x\in R)}
est un anneau dont le neutre pour la multiplication est la matrice {\displaystyle {\begin{bmatrix}1&0\\0&0\end{bmatrix}}}, mais ne contient pas l'élément neutre de l'anneau des matrices (qui est {\displaystyle {\begin{bmatrix}1&0\\0&1\end{bmatrix}}}). De ce fait, bien que S soit simultanément un anneau et un sous-ensemble de M2(R), ce n'est pas un sous-anneau de M2(R).

## Propriétés élémentaires
Un sous-anneau d'un sous-anneau d'un anneau A est un sous-anneau de A.
L'intersection de deux sous-anneaux d'un même anneau (ou d'une famille, même infinie) est un sous-anneau.
L'image directe d'un sous-anneau par un morphisme d'anneaux est un sous-anneau de l'anneau d'arrivée.
L'image réciproque d'un sous-anneau par un morphisme d'anneaux est un sous-anneau de l'anneau de départ.

### Sous-anneau engendré par un ensemble
Étant donné une partie X d'un anneau A, l'intersection de tous les sous-anneaux de A qui contiennent X est encore un sous-anneau. Il existe donc un plus petit sous-anneau contenant X, qu'on appelle le sous-anneau engendré par X.
Si B est un sous-anneau d'un anneau commutatif A et a un élément de A, le sous-anneau engendré par B ∪ {a} se note B[a]. C'est l'image du morphisme d'évaluation : B[X] → A, P(X) ↦ P(a). Il est donc isomorphe au quotient de l'anneau de polynômes B[X] par le noyau de ce morphisme.
Dans l'ensemble des sous-anneaux de A, ordonné par inclusion, l'intersection B1∩B2 de deux sous-anneaux est une borne inférieure pour l'ensemble {B1,B2}, tandis que le sous-anneau engendré par B1 ∪ B2 en est une borne supérieure. L'ensemble ordonné des sous-anneaux constitue donc un treillis.

## Sous-anneaux particuliers

### Sous-anneau premier et caractéristique d'un anneau
Tout sous-anneau de A contient le neutre multiplicatif 1. Comme c'est un sous-groupe du groupe additif sous-jacent à A, il contient le sous-groupe monogène engendré par l'élément, c'est-à-dire le sous-groupe formé de 0, des éléments de la forme :
{\displaystyle \underbrace {1+1+\cdots +1} _{n\;termes}} (qu'on note n, en veillant à ne pas le confondre avec l'entier noté de la même façon)
et de leurs opposés.
Ce sous-groupe monogène est un sous-anneau, comme on le vérifie immédiatement ou, si on préfère cet argument, parce que c'est l'image directe de Z par l'unique morphisme d'anneaux de Z vers A.
On a donc exhibé un sous-anneau contenu dans tous les autres, un plus petit sous-anneau de A. On l'appelle le sous-anneau premier de A.
Par la définition de la caractéristique d'un anneau, éventuellement doublée de résultats élémentaires sur l'ordre dans un groupe, le cardinal du sous-anneau premier de A est égal à la caractéristique de A.

### Commutant et centre
Pour tout a dans A, notons Z(a) l'ensemble des éléments de A qui commutent avec a. On vérifie que c'est un sous-anneau de A, qu'on appelle le commutant de a dans A.
L'intersection de tous les Z(a), c'est-à-dire l'ensemble :
est à son tour un sous-anneau (comme intersection de sous-anneaux). On l'appelle le centre de A.

## Interaction avec les anneaux-quotients

### Sous-anneaux d'un anneau-quotient
Soit A un anneau et I un idéal bilatère de A ; on note π la projection canonique de A sur A/I. Les sous-anneaux de l'anneau quotient A/I se décrivent très simplement : ils sont en correspondance avec les sous-anneaux de A contenant I. Précisément :

L'application {\displaystyle B\mapsto B/I} est une bijection entre l'ensemble des sous-anneaux de A contenant I et l'ensemble des sous-anneaux de A/I.

### Anneaux-quotients d'un sous-anneau: le deuxième théorème d'isomorphisme
Dans cette section, on part au contraire d'un anneau A et d'un sous-anneau B de A, et on s'intéresse aux anneau quotients de B. Ce n'est pas aussi simple que dans la situation précédente : il n'y a pas en général d'ensemble d'anneau-quotients de A qui puisse être mis en bijection avec l'ensemble de tous les anneaux-quotients de B.
Il y a tout de même quelque chose à dire si on ne part pas d'un quotient par un idéal bilatère quelconque de B, mais par un idéal bilatère de la forme B∩ I, où I est un idéal de A. Le deuxième théorème d'isomorphisme fournit alors une description alternative de l'anneau-quotient B/B∩ I ;

Soit A un anneau, B un sous-anneau de A et I un idéal bilatère de A. Alors B+I est un sous-anneau de A et B∩ I un idéal de B, et il y a un isomorphisme :
{\displaystyle B/(B\cap I)\simeq (B+I)/I}.